# Brachymyrmex donisthorpei
Brachymyrmex donisthorpei é uma espécie de inseto do gênero Brachymyrmex, pertencente à família Formicidae.